# Nütəh
Nütəh è un comune dell'Azerbaigian situato nel distretto di Quba. Conta una popolazione di 155 abitanti.